# Юйюань

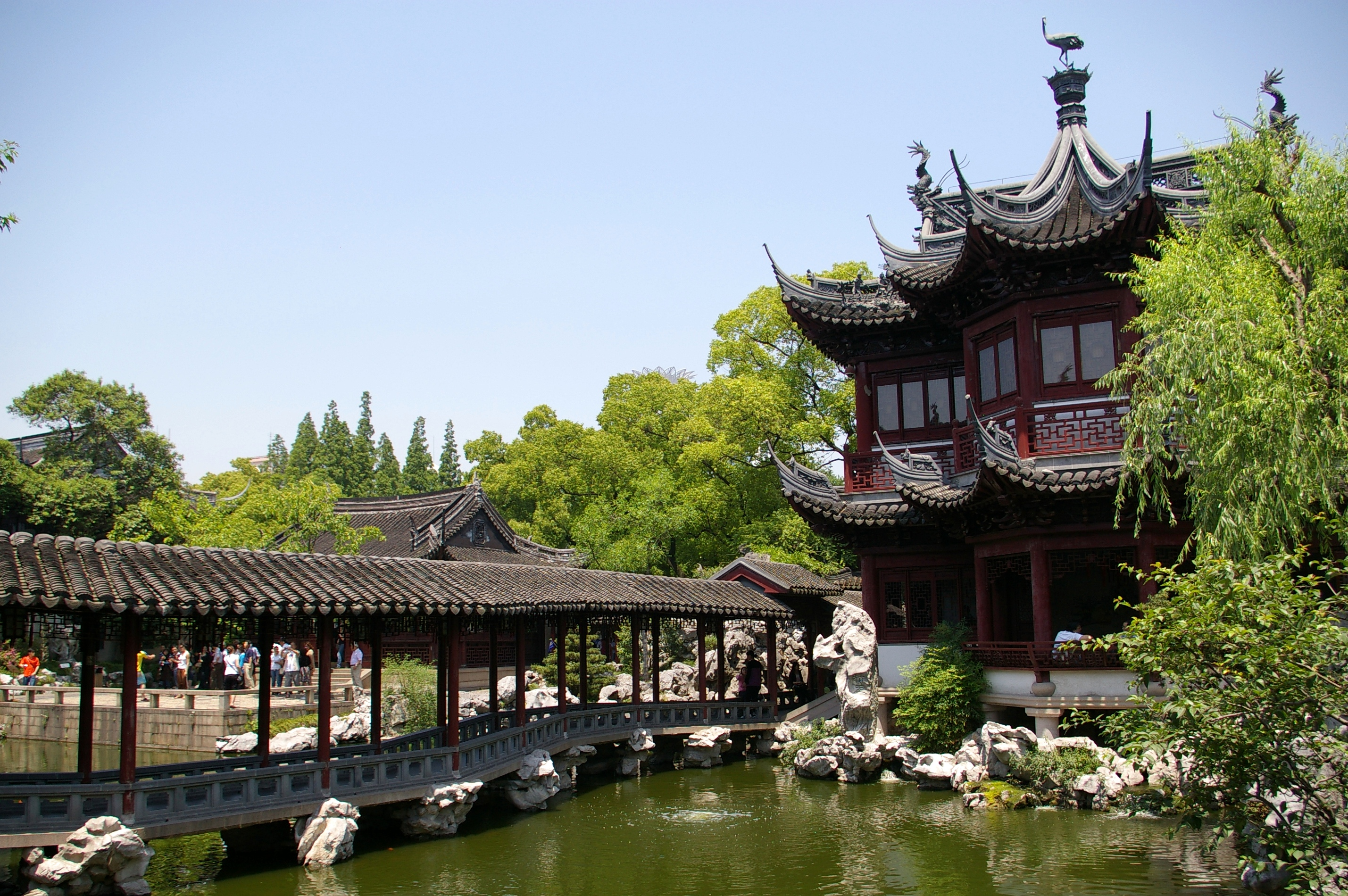
Сад Юй Юань

Сад Юйюань (кит. упр. 豫园, пиньинь Yùyuán) в Шанхае — частный классический сад Китая. Он расположен в самом сердце старого города Наньши. Название его означает «Сад Радости», или «Сад Неторопливого Отдыха», и сегодня это действительно пасторальный мир внутри сверхсовременного и беспокойного мегаполиса.

## История

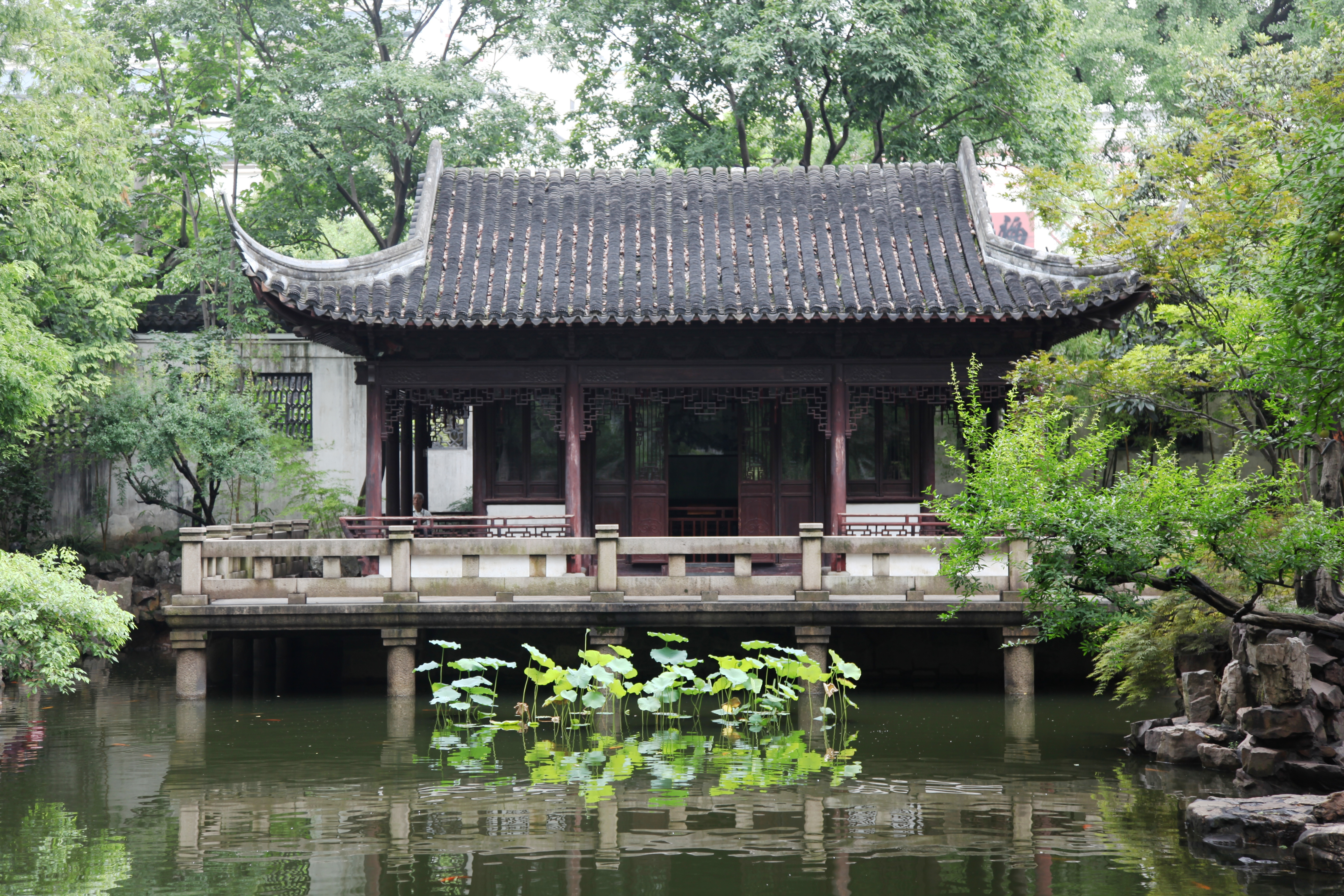
Юй Юань

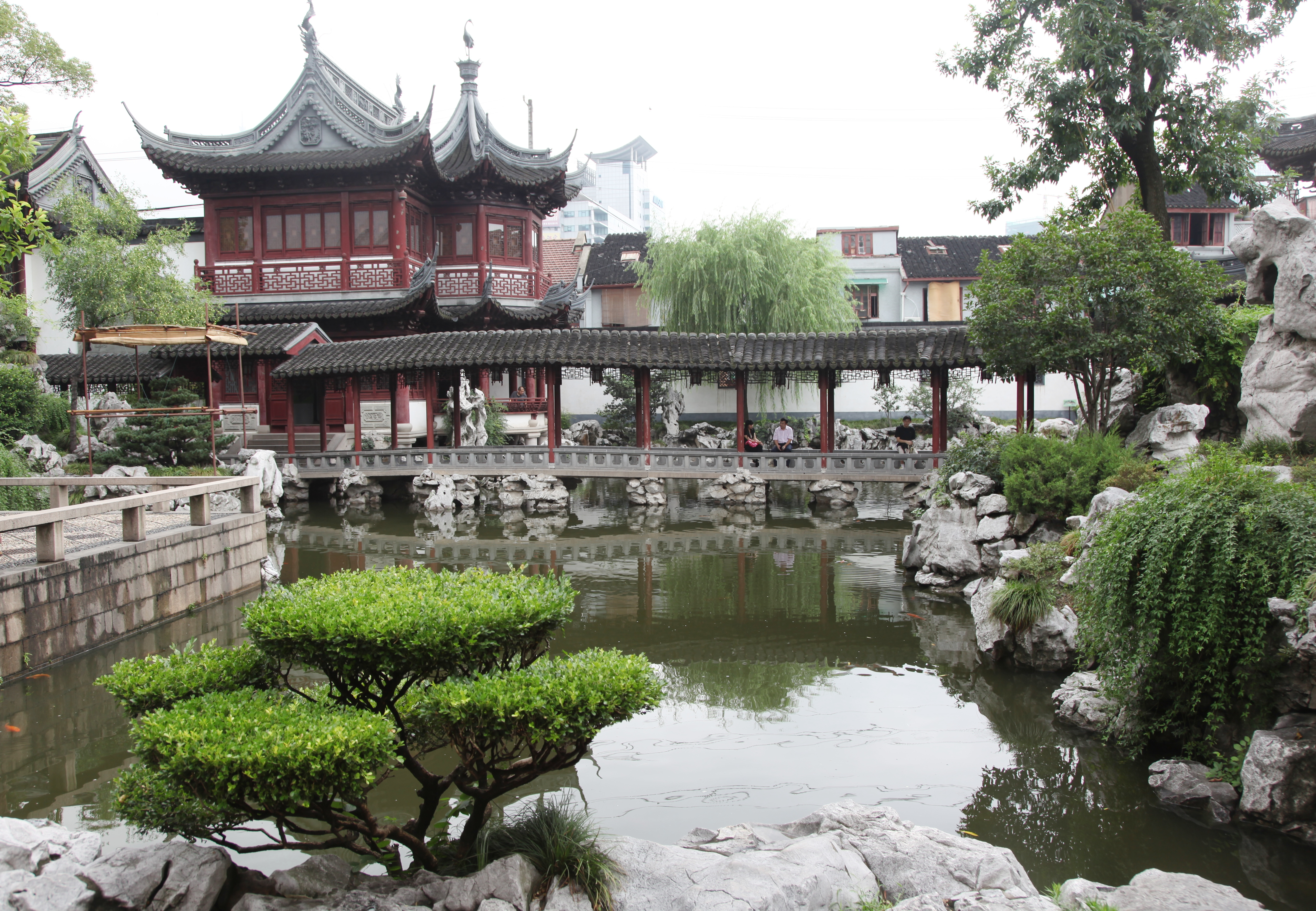

Первый владелец сада Юй-Юань в Шанхае — Пань Юньдуань, бывший казначеем провинции в эпоху Мин, решил построить сад, напоминающий императорский сад в Пекине, чтобы порадовать своего отца на старости лет. Строительство, начатое в 1559 году, из-за отсутствия денег то останавливалось, то возобновлялось, но так и не было завершено в течение 20 лет. Отец Юньдуаня, бывший Министр Наказаний Пань Энь, не дожил до того момента, когда сад был закончен. Более того, сам владелец сада обанкротился, а потомки захотели продать его детище. Нашлись торговцы, охотно выкупившие Юй-Юань по низкой цене. Позже сад был включен в состав Храма Божества-покровителя Города. Часть Юй-Юань, известная как Внутренний Сад, была достроена в 1709 году.
Площадь Сада Юй-Юань составляет около 4 га. С XVI века парк несколько раз подвергался переустройству. В середине XIX века «Общество Коротких Мечей» использовало сад как место для подготовки восстания против французских концессионеров. Юй-Юань был сильно разрушен в XIX веке во время опиумных войн, а также после подавления восстания тайпинов в результате нападения на Китай объединённых армий западных держав. Свой современный вид Сад Юй-Юань приобрёл после реставрации в 1956 году.

## Галерея

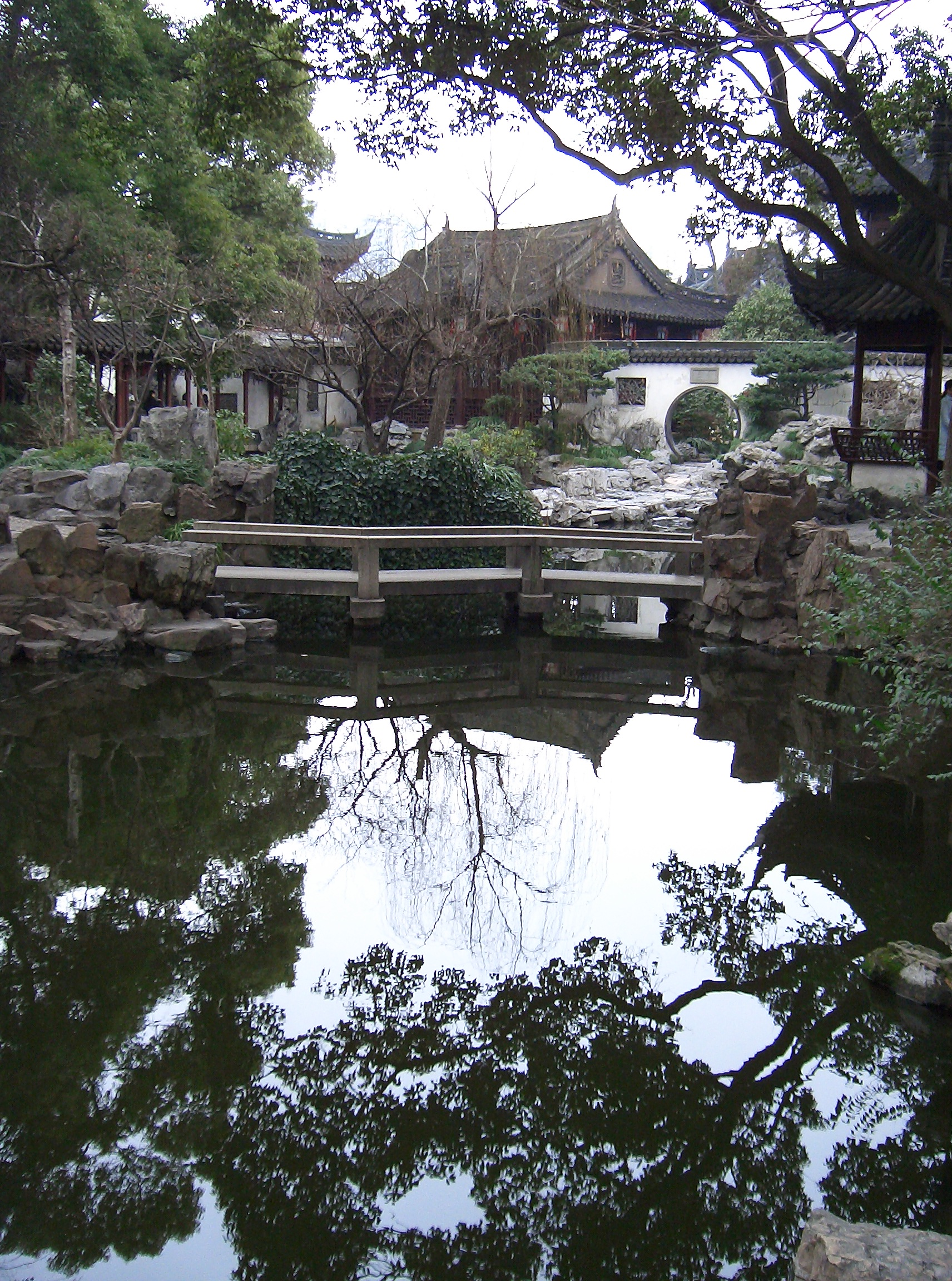
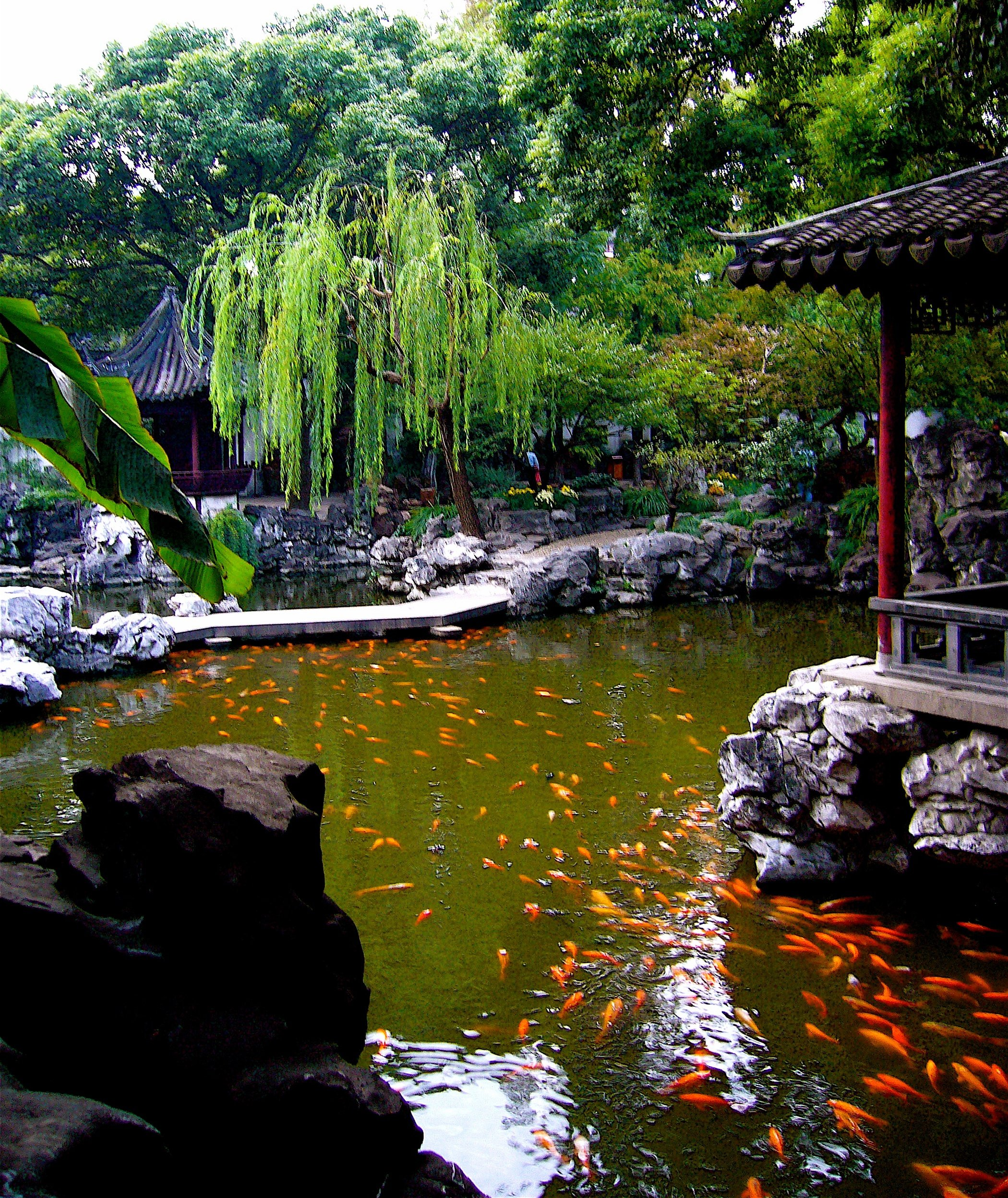
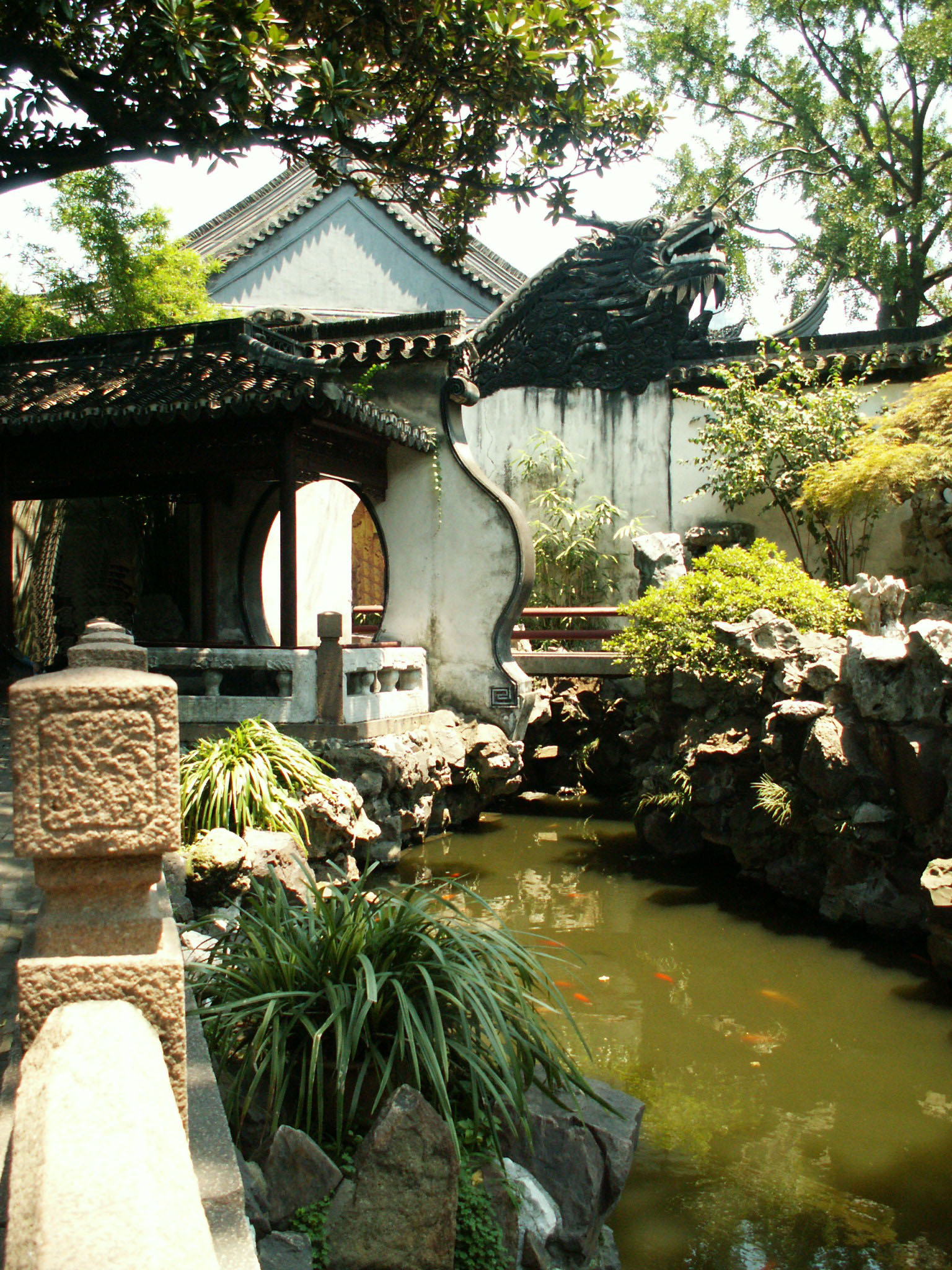